# Honky Château
Honky Château är ett musikalbum av Elton John. Albumet inspelades januari 1972 i Frankrike på Château d'Hérouville, vilket refereras i albumtiteln. Albumet släpptes i maj 1972 på skivbolaget DJM Records. Albumet var det första där Elton Johns sidomusiker Dee Murray (bas) och Nigel Olsson (trummor) medverkade i större utsträckning. De spelade sedan regelbundet på hans studioalbum fram till skivan Captain Fantastic and the Brown Dirt Cowboy. Från Honky Château släpptes "Honky Cat" och "Rocket Man" som singlar. "Rocket Man" har blivit en av Elton Johns signatursånger.
Albumet är kritikerrosat, Robert Christgau gav det A- i betyg, och Jon Landau på Rolling Stone var positiv till albumet. Samma tidskrift medtog även albumet på listan The 500 Greatest Albums of All Time. Allmusics retrospektiva recension beskriver albumet som ett av det tidiga 1970-talets finaste exempel på singer/songwriter-pop.

## Låtlista
Alla låtar skrivna av Elton John och Bernie Taupin
1. "Honky Cat" – 5:12
2. "Mellow" – 5:32
3. "I Think I'm Going to Kill Myself" – 3:35
4. "Susie (Dramas)" – 3:25
5. "Rocket Man (I Think It's Going to Be a Long, Long Time)" – 4:41
6. "Salvation" – 3:58
7. "Slave" - 4:21
8. "Amy" – 4:03
9. "Mona Lisas and Mad Hatters" – 5:00
10. "Hercules" – 5:21

## Listplaceringar
| Lista (1972)   | Position            |
| -------------- | ------------------- |
| Australien     | 3 (Go Set)          |
| Japan          | 21 (Oricon)         |
| Kanada         | 3 (RPM)             |
| Nederländerna  | 9                   |
| Norge          | 8 (VG-lista)        |
| Storbritannien | 2 (UK Albums Chart) |
| Sverige        | 11 (Kvällstoppen)   |
| USA            | 1 (Billboard 200)   |
| Västtyskland   | 43                  |